# Rawaï
Rawaï est un sous-district (tambon) de l'île thaïlandaise de province de Phuket, dans le district (Amphoe) de Mueang Phuket. Il est situé au sud de Ko Phuket.
La localité de Rawaï, située au sud du district, possède une belle plage orientée au sud-est.